# Лейтон (Алабама)
Лейтон (англ. Leighton) — місто (англ. town) в США, в окрузі Колберт штату Алабама. Населення — 665 осіб (2020).

## Географія
Лейтон розташований за координатами 34°41′55″ пн. ш. 87°31′45″ зх. д. / 34.69861° пн. ш. 87.52917° зх. д. (34.698625, -87.529116).  За даними Бюро перепису населення США в 2010 році місто мало площу 2,55 км², уся площа — суходіл.

## Демографія
Згідно з переписом 2010 року, у місті мешкало 729 осіб у 328 домогосподарствах у складі 197 родин. Густота населення становила 286 осіб/км².  Було 419 помешкань (164/км²).
Расовий склад населення:
| - 53,2 % — чорних або афроамериканців - 43,3 % — білих - 0,3 % — корінних американців - 0,1 % — азіатів |

До двох чи більше рас належало 2,3 %. Частка іспаномовних становила 0,5 % від усіх жителів.
За віковим діапазоном населення розподілялося таким чином: 18,9 % — особи молодші 18 років, 59,2 % — особи у віці 18—64 років, 21,9 % — особи у віці 65 років та старші. Медіана віку мешканця становила 46,0 року. На 100 осіб жіночої статі у місті припадало 85,0 чоловіків;  на 100 жінок у віці від 18 років та старших — 81,3 чоловіків також старших 18 років.
Середній дохід на одне домашнє господарство  становив 31 164 долари США (медіана — 22 500), а середній дохід на одну сім'ю — 35 877 доларів (медіана — 32 778). Медіана доходів становила 40 556 доларів для чоловіків та 21 974 долари для жінок. За межею бідності перебувало 25,6 % осіб, у тому числі 28,0 % дітей у віці до 18 років та 20,0 % осіб у віці 65 років та старших.
Цивільне працевлаштоване населення становило 171 осіб. Основні галузі зайнятості: освіта, охорона здоров'я та соціальна допомога — 19,3 %, науковці, спеціалісти, менеджери — 15,2 %, виробництво — 14,6 %.

## Уродженці
В Лейтоні народилися:
- Персі Следж — американський ритм-енд-блюзовий та соул-співак, автор текстів.
- Лефті Бейтс — американський блюзовий гітарист.